# 美幌町
美幌町（日语：／ Bihoro chō */?）位於北海道鄂霍次克綜合振興局東南部，地處網走市和北見市中間。地形上以平原為主，網走川與美幌川流經町內，南部以美幌鞍部與釧路支廳相接。美幌町80%以上的人口集中在網走川和美幌川之間半徑約2公里的城區，是個緊密城市。當地以農業為主，農產包括甜菜、小麥、馬鈴薯、洋蔥、豆等。美幌町是日本陸上自衛隊的駐地之一，自然資源豐富且降雪與災害少，而且靠近女滿別機場，吸引了許多北海道以外的移民前來。
町名源自於阿伊努語的「pe-poro」（水多的地方）或「pi-poro」（石頭多的地方）。

## 歷史
- 1887年7月：設置美幌外5村戶長役場。[6]
- 1915年4月1日：杵端邊村、古梅村、美幌村合併為美幌村，並成為北海道二級村。[7]
- 1919年4月1日：活汲村、達媚村、飜木禽村和美幌村的部份區域（舊美幌村區域）合併為津別村（現在的津別町）。
- 1920年：美幌峰道路開通。
- 1921年：津別村的部份區域被併入美幌村。
- 1923年4月1日：改制為一級町美幌町。
- 1946年：女滿別村（現在的大空町）的高野地區被併入美幌村。
- 1953年：制定美幌町町歌。武滿徹作曲（武満徹）（Toru Takemitsu）。

## 交通

### 機場
- 女滿別機場（位於大空町）

### 鐵路
- 北海道旅客鐵道
  - 石北本線：美幌車站
- 曾經有相生線通過，現已廢線。

### 道路
| 一般國道 - 國道39號 - 國道240號 - 國道243號 - 國道334號 主要地方道 - 北海道道122號北見端野美幌線 | 道道 - 北海道道217號北見美幌線 - 北海道道248號嘉多山美幌線 - 北海道道249號福住女滿別線 - 北海道道309號美幌停車場線 - 北海道道995號東藻琴豐富線 |

## 觀光景點

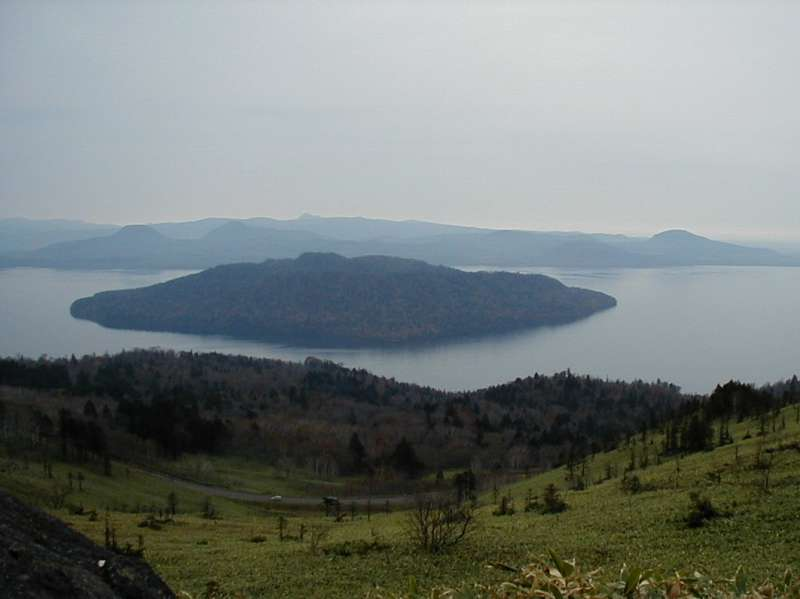
從美幌峠遠眺屈斜路湖

- 美幌嶺之湯
- 美幌航空公園
- 美幌峠
- 美幌農業館、博物館

## 教育

### 高等學校
| - 道立北海道美幌高等學校 | - 道立北海道美幌農業高等學校 |

### 中學校
| - 美幌町立美幌中學校 | - 美幌町立美幌北中學校 |

### 小學校
| - 美幌町立美幌小學校 - 美幌町立旭小學校 - 美幌町立東陽小學校 | - 美幌町立上美幌小學校 - 美幌町立福豐小學校 |

## 姊妹市・友好都市

### 日本
- 湧水町（鹿兒島縣）

### 海外
- Cambridge （页面存档备份，存于）（紐西蘭 懷卡托）[8]

## 本地出身的名人
- 北之富士勝昭：相撲力士，第52代橫綱
- 木村章司：拳擊手
- 山口昌男：文化人類學者
- 內藤克：HBC北海道放送播音員
- Sepia'n Roses：音樂人，四名成員中有三人是出身自美幌町

## 外部連結
- （日語）美幌町民的網頁
- （日語）美幌町的部落格
- （日語）美幌町圖書館 （页面存档备份，存于）
- （日語）美幌町町歌 （页面存档备份，存于）